# Tridentella glutacantha
Tridentella glutacantha is een pissebed uit de familie Tridentellidae. De wetenschappelijke naam van de soort is voor het eerst geldig gepubliceerd in 1985 door Delaney & Brusca.